# Charmaine Sheh Sze-Man
Charmaine 佘詩曼 (28 mei 1975) (jiaxiang: Guangdong, Zhongshan 廣東中山) is een Hongkongse actrice die werkt voor TVB.
Charmaine speelde onder meer in de TVB-series Country Spirit, Perish in the Name of Love, Angels of Mission, War and Beauty, Dance of Passion en Maidens' Vow. Collega's en fans noemen haar Ah-Sheh 阿佘.

## Filmografie
- Time Off 生命有 Take 2 (1998)
- The Flying Fox of the Snowy Mountain 1999 雪山飛狐 (1999)
- Detective Investigation Files IV 刑事偵緝檔案IV (1999)
- The Heaven Sword and the Dragon Sabre 2000 倚天屠龍記 (2000)
- Return of the Cuckoo 十月初五的月光 / 澳門街 (2000)
- Crimson Sabre 碧血劍 (2000)
- Perfect Match 跑馬地的月光 (2000) (movie)
- Love Is Beautiful 無頭東宮 (2000) (cameo appearance)
- Seven Sisters 七姐妹 (2001)
- Country Spirit 酒是故鄉醇 (2001)
- A Herbalist Affair 情牽百子櫃 (2002)
- The White Flame 紅衣手記 (2002)
- Blue Moon 月滿抱西環 (2002) (movie)
- The Final Shot(2002)
- Witness to a Prosecution II 洗冤錄 II (2002)
- Love Is Butterfly 飄忽男女 / 情緣汽水機 (2002) (movie)
- Qian Long Xia Jiang Nan 乾隆下江南 (2003) (mainland China production)
- Carry Me Fly and Walk Off 帶我飛帶我走 (2003) (mainland China production)
- Perish In The Name Of Love 帝女花 (2003)
- Life Begins at Forty 花樣中年 (2003)
- Point of No Return 西關大少 (2003)
- Angels of Mission 無名天使3D (2004)
- War and Beauty 金枝玉孽 (2004)
- Strike at Heart 驚豔一槍 (2005)
- Yummy yummy - Food for Life 美味風雲終極大美食 (2005)
- Always Ready 隨時候命 (2005)
- Lethal Weapons of Love and Passion 翻雨覆雲 (2006)
- The Dance of Passion 火舞黃沙 (2006)
- Maidens' Vow 鳳凰四重奏 (2006)
- Glittering Days 東方之珠 (2006)
- The Drive of Life 歲月鳳雲 (2007)
- The Lady Iron Chef 美女食神 (2007) (movie)
- Word Twisters' Adventures 鐵咀銀牙 (2007)
- Forensic Heroes II 法証先鋒II (2008)
- Hu Xue Yan's Lady Chef (2008) 胡雪岩的廚娘 (Tentative Drama)
- When Easterly Showers Fall on the Sunny West 東山飄雨西關晴 (2008)
- You're Hired 絕代商驕 (2009)
- Beyond the Realm of Conscience 宮心計 (2009)
- Can't Buy Me Love 公主嫁到 (2010)
- My Sister of Eternal Flower 花花世界花家姐 (2011)
- When Heaven Burns 天與地 (2011)
- Let It Be Love 電視劇 (2012)

## Prijzen
- 1997 tweede prijs van Miss Hong Kong pageant
- 2000 Hong Kong TVB 33rd Anniversary: My Favorite Character Award, als Juk Kwan-Ho in Return of the Cuckoo
- 2000 Hong Kong TVB 33rd Anniversary: My Favorite Partnership Award, met Julian Cheung in Return of the Cuckoo
- 2001 Hong Kong TVB 34th Anniversary: My Favorite Character Award, as Lai Shun-Fung in Country Spirit
- 2002 Hong Kong Next Magazine Award top tien artiesten op nummer 10
- 2003 Hong Kong MSN Messenger Dream Lover Ranking: TV Female Artistes Category #01
- 2003 Hong Kong Next Magazine Award Top Ten Artistes Ranked #10
- 2003 Hong Kong TVB 36th Anniversary: My Favorite Character Award, als Princess Cheung Ping in Perish in the Name of Love
- 2004 Hong Kong Next Magazine Award Top Ten Artistes Ranked #06
- 2004 Hong Kong Filmart: Top Five Most Bankable Hong Kong TV Female Artistes #03
- 2004 Hong Kong TVB 37th Anniversary: My Favorite Character Award, als Dong Gai Yee Shun in War and Beauty
- 2004 Metro Radio Black and White Television Characters Awards: Got white award #1
- 2005 Hong Kong Next Magazine Award Top Ten Artistes Ranked #04
- 2005 Malaysia Astro TV Drama Award: Favourite TV Character Award, als Princess Cheung Ping in Perish in The Name of Love
- 2006 Hong Kong Metro Radio: Top Ten Television Artistes
- 2006 Hong Kong Next Magazine TV Award Top Ten Artistes Ranked #09
- 2006 Malaysia Astro TV Drama Award: Best Actress Award, als Dong Gai Yee Shun in War and Beauty
- 2006 Malaysia Astro TV Drama Award: Favourite TV Character Award, als Dong Gai Yee Shun in War and Beauty
- 2006 Malaysia Astro TV Drama Award: Favourite Couple Award met Julian Cheung in Point of No Return
- 2006 China TV Drama Award: Most Popular TV Drama Actress for Hong Kong Region
- 2006 Hong Kong TVB 39th Anniversary: Best Actress Award, for Maidens' Vow
- 2006 Hong Kong TVB 39th Anniversary: My Favourite Female TV Character Award, as Ngai Yu-Fung / Wong Zhi-Kwan / Bak Wai-Chun / Dai See-Ka in Maiden's Vow
- 2006 Hong Kong Annual Artiste Award: Best TV Actress Award - Gold
- 2006 Hong Kong Annual Artiste Award: Best Newcomer Singer Award - Bronze
- 2006 China Eric Tom "Hero" Award: Top Four Female Chinese Artistes (Fa Dan)
- 2007 Hong Kong Next Magazine Awards Top Ten Artistes Ranked #01
- 2007 Hong Kong Next Magazine Awards: Philips Extraordinary Acting Award
- 2007 Malaysia Astro TV Drama Award: Favorite TV Character Award, as Mandy Chow Man-Hei in Yummy yummy
- 2007 Hong Kong Spa Treatment Award Most Perfect Body / Appearance Award
- 2007 Hong Kong TVB Children's Song Award - Top Ten Favourite Children Song 《 星 星 的 加 冕 》
- 2007 Hong Kong TVB Children's Songs Award - Gold 《 星 星 的 加 冕 》
- 2007 Hong Kong Metro Hit Radio Children Songs Award - Best Song Award 《 星 星 的 加 冕 》
- 2007 Hong Kong Metro Hit Radio Children Song Award - Top Ten Children's Songs 《 星 星 的 加 冕 》
- 2007 Hong Kong Metro Hit Radio Children Songs Award - Best Female Singer
- 2007 China QQ Entertainment Award - Most Favorite Hong Kong TV Actress
- 2007 Singapore i-weekly Magazine - Most Loved Hong Kong Actress Ranked #02
- 2008 Malaysia Astro TV Drama Award: Favorite TV Character Award, as Ka Chun-Fen in Dance of Passion
- 2008 Hong Kong-Asia Film Financing Forum - Top Six Most Popular Hong Kong TV Female Artistes
- 2008 Hong Kong Next Magazine Awards: Top Ten Artistes Ranked #05
- 2008 Hong Kong Next Magazine Awards: RMK High Definition Skin Award

- International Standard Name Identifier: 0000 0001 1953 0210
- Library of Congress Control Number: no2009140382
- MusicBrainz: 35e07927-a161-4b60-8de8-47addf841a28
- Virtual International Authority File: 95067627
- WorldCat: E39PBJhd4yFJJmRV6jXFXmrg8C